# Vispop
Vispop is de Zweedse naam van een muziekstijl die midden jaren zestig populair werd in de Scandinavische landen. Het woord is afgeleid van het woord visa, een term voor traditionele en populaire volksmuziek. De Noorse term is visesang. Gedurende de jaren zeventig behoorde het tot de populairste muziekgenres in Scandinavië.
Vispop wordt gewoonlijk uitgevoerd door een singer-songwriter die een akoestische gitaar bespeelt, en de teksten zijn vaak maatschappijkritisch. Er bestaan ook groepen, zoals het Noorse Ballade!.
Het genre kan vergeleken worden met Amerikaanse folkrock en bluegrass.

## Artiesten
Noorwegen
- Åse Kleveland
- Lillebjørn Nilsen
- Jan Eggum
- Øystein Sunde
- Alf Cranner
- Halvdan Sivertsen
- Finn Kalvik

Zweden
- Lisa Ekdahl
- Ted Gärdestad
- Uno Svenningsson
- Cornelis Vreeswijk